# Зарегистрированные касты и племена Индии

Карта распределения зарегистрированных каст в Индии по штатам и союзным территориям в 2011 году В Пенджабе доля таких каст наиболее высокая (32% населения), в то время как на островных территориях и в трех северо-восточных штатах их доля составляет 0%.

Карта распределения зарегистрированных племен в Индии по штатам и союзным территориям в 2011 г. Мизорам и Лакшадвип имеют высочайшую долю племен в населении (~95 %), в то время как в Пенджабе и Харьяне они не представлены совсем.

Percent of scheduled tribes in India by tehsils by census 2011

Зарегистрированные касты и зарегистрированные племена (Scheduled Castes, SCs, and Scheduled Tribes, STs) — официально признаваемые группы населения Индии, исторически принадлежавшие социальным низам, находящиеся вне системы индийских варн и по традиции относимые либо к «неприкасаемым» (касты), либо к аборигенным жителям, адиваси (племена). Эти юридические термины закреплены в Конституции Индии. Во время британского правления по отношению к этим группам применялся термин «угнетенные классы» (Depressed Classes). Во многих регионах и на общенациональном уровне существуют другие обозначения для людей, принадлежащих этим социальным группам. Одним из наиболее распространенных является термин далиты, являющийся прямым переводом на санскрит английского слова depressed и введенный в общественный оборот выдающимся индийским политиком Б. Р. Амбедкаром. По состоянию на 2011 год к зарегистрированным кастам относилось примерно 16,6% населения Индии, к зарегистрированным племенам — 8,6%.
В Конституции Индии зарегистрированным кастам и племенам посвящены Часть X и Перечни № 5, 6. Отнесение тех или иных социальных групп к этим категориям является прерогативой президента или губернаторов штатов. В редакции 1950 г. в перечни были включены 1108 каст в 29 штатах и 744 племени в 22 штатах, списки каст и племен подлежат регулярной ревизии.
По отношению к зарегистрированным кастам и племенам государство осуществляет политику «положительной дискриминации», гарантируя их членам политическое представительство, квоты на доступ к социальным благам и службам — образованию, здравоохранению и т. д.
Изначально отнесение какой-либо группы к этим категориям осуществлялось по религиозному и территориальному принципам. К кастам были отнесены группы «неприкасаемых», являющихся приверженцами индуизма, сикхизма или буддизма. К племенам причислялись группы адиваси, проживающие на так называемых племенных территориях. В связи с массовым обращением членов зарегистрированных каст и племен в буддизм, мусульманство или христианство, религиозная ситуация в этих социальных группах стала значительно более разнообразной за годы, прошедшие с момента принятия конституции.